# Bókáró
Bókáró (hindsky बोकारो) je město v Džhárkhandu, jednom ze svazových států Indie. K roku 2011 v něm žilo přes 560 tisíc obyvatel a bylo tak čtvrtým nejlidnatějším městem Džhárkhandu po Džamšédpuru, Dhanbádu a Ráňčí (s kterým na jihozápadě sousedí).
Leží ve východní části státu přibližně deset kilometrů jižně od toku Dámódaru a přibližně patnáct kilometrů severně od hranice se Západním Bengálskem. Je správním střediskem svého okresu.
Město vzniklo jako plánované město kolem ocelárny vystavěné v roce 1965 se sovětskou pomocí, v angličtině se proto nazývá s přízviskem Bokaro Steel City (tj. Ocelové město Bokaro).